# Малежик В'ячеслав Юхимович
В'ячесла́в Юхи́мович Мале́жик (нар.. 17 лютого 1947 року, Москва) — радянський і російський естрадний співак українського походження, поет, композитор. Заслужений артист Російської Федерації (2004). Виступав у різних музичних колективах, але найбільшу популярність здобув зі своїми сольними роботами.

## Біографія
Батько Юхим Іванович (справжнє прізвище — Мілежик, Малежиком став унаслідок помилки паспортистки) працював шофером (зокрема в посольстві Швеції), мати Ніна Іванівна Малежик — учителькою математики, вихідці з селянських родин: батько — з-під Полтави, мати з-під Тули. Батько опинився в Москві через Голодомор, який панував в Україні.
Закінчив музичну школу по класу баяна, яка працювала поблизу Бутирської в'язниці в будинку культури ГУВС Мосміськвиконкому на вулиці Новослобідська, 47. Перші концерти давав на баяні будинку, в селі на батьківщині у матері і на весіллях у знайомих

.
|  | І якщо говорити про людей, які зробили самі себе, то я точно підпадаю під цю формулу. Батьки не брали участь в моєму музичному становленні, більш того, «встромляли палки в колеса». Кожну сесію батько погрожував розбити гітару сокирою, бо хлопець не вчиться, не освоює висот залізничного технолога. На гітарі я став грати після школи, шестиструнних тоді ще не було. А вчив мене перший чоловік моєї сестри. Він показав мені кілька акордів, а решта я винаходив сам |

У 1965 році вступив до Московського інституту залізничного транспорту, згодом захистив дипломну роботу на тему кібернетичного синтезу в музиці. Кар'єру співака розпочав у квітні 1967 року в групі «Хлопці», з Юрієм Валовим, Олександром Жестирьовим (ударні) та Миколою Воробйовим (бас).
З кінця 1969 року — вокаліст і гітарист в групі «Мозаїка» з Юрієм Чепижовим (клавішні), Ярославом Кеслером (бас-гітара), Валерієм Хабазіним (гітара) та Олександром Жестирьовим (ударні). Пісні, складені В'ячеславом Малежиком та іншими музикантами групи з 1963 по 1972 роки, були записані в 2015 році і вийшли на альбомі «Назавжди».
З січня 1973 по вересень 1975 року артист ансамблю «Веселі хлопці», з 1975 — артист ВІА «Блакитні гітари».

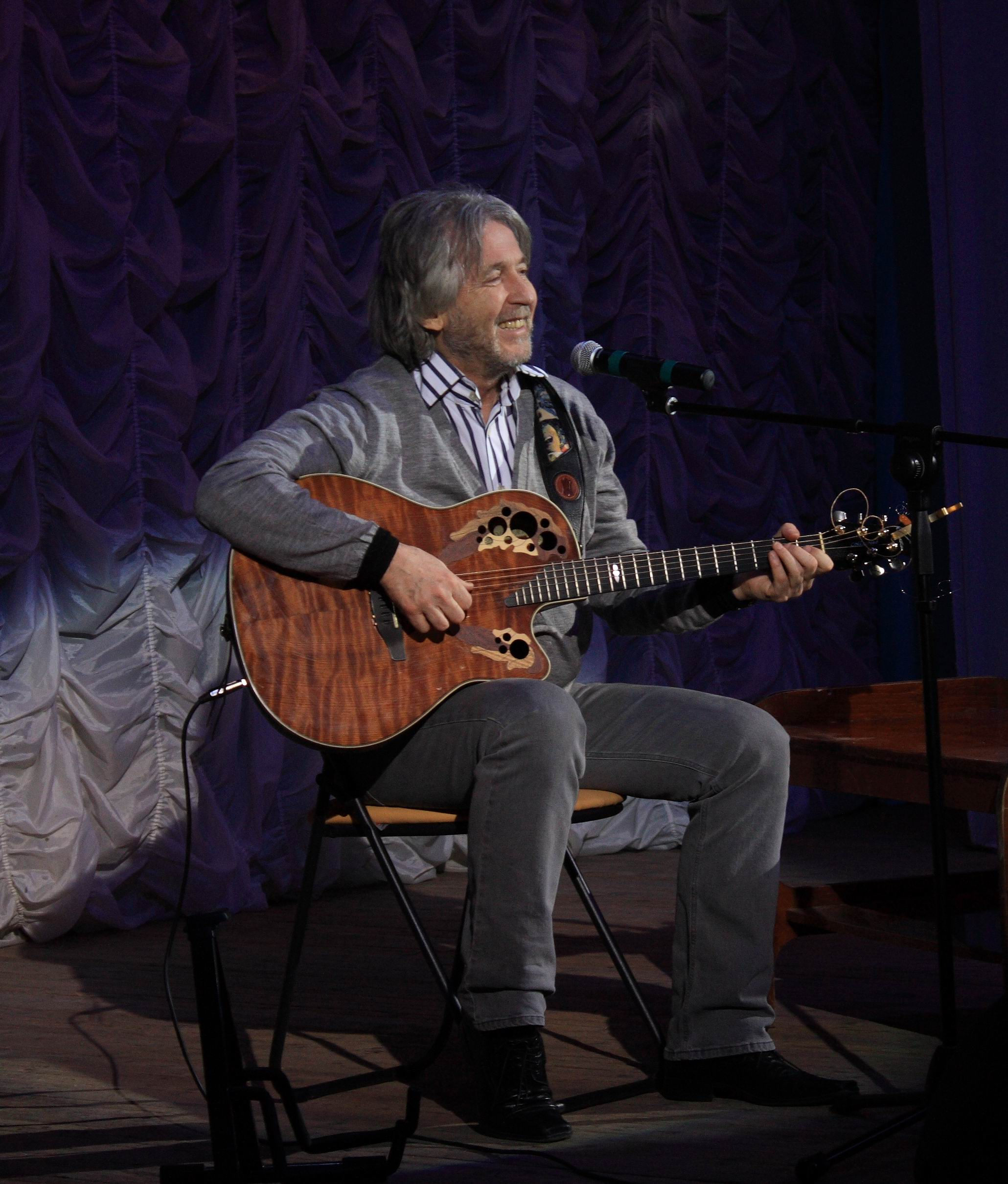
В'ячеслав Малежик в Северодвінську 4 березня 2010 року

З 1977 по 26 листопада 1986 у складі ансамблю «Полум'я». У ці роки почав писати і записувати свої пісні. Першу популярність йому принесла пісня «Двісті років» в 1982 (записана з ансамблем «Полум'я»).
У 1986 році прибув до 66-ї ОМСБр 40-ї армії під м. Джелалабад (Афганістан) і разом з балетом, який складався з приблизно 5—7 танцівниць, давав концерти до останнього глядача, з тих, хто перебував у нарядах, або бойових діях.
Перший сольний магнітоальбом «Саквояж» (так з 1986 року стала називатися його група) випустив в 1984 році. У 1987 р. на фірмі «Мелодія» вийшов перший диск-гігант «Кафе „Саквояж“», що розійшовся тиражем 2 млн примірників. Найбільша популярність співака припадає на 1985—1989 роки. Малежик багато співпрацював зі Всесоюзною студією СПМ Рекорд, виходив у фінал фестивалів «Пісня року» (у 1988 — з піснею «Замолоду», у 1989 — «Провінціалка»), виступав з численними гастролями по країні і за кордоном. Став відомий як ведучий програми «Ширше коло» (1986—1991 роки, головним чином — з Катериною Семеновою), де виконав ряд своїх пісень (у тому числі вперше на телебаченні — «Острови» (в передачі 30 грудня 1986), «Недавно і давно» (8 березня 1987), «Туман у грудні» (30 грудня 1988) та ін).
У 2000 році брав участь у фестивалі «Пісня року» в номінації «пісні століття» з піснею «Двісті років».
Відбулися ювілейні концерти співака: у 2002 році в ДКЗ «Росія», 16 лютого 2007 року в Державному Кремлівському палаці (з участю Юрія Антонова, Олександра Градського та ін., Нані Брегвадзе не видали візу).
І в 2007 році знову взяв участь у фестивалі «Пісня року» в номінації «Ювілей улюблених пісень» з піснею «Провінціалка».
Його пісні виконують Валерій Леонтьєв, Ірина Понаровська, ансамбль «Синій птах», Альберт Асадулвін, Вадим Казаченко, Катя Семенова, Ярослав Євдокимов.
У 2012 році В'ячеслав Малежик постав перед своїми читачами в новому амплуа письменника. Вийшла в світ перша книга музиканта «Зрозуміти. Пробачити. Прийняти» видавництва «Зебра-Е» і «Аргументи тижня». У книзі зібрані твори Малежика, а також спогади юності. У 2013 році виходять наступні книги «Портрети та інші витівки» (видавництво «Аргументи тижня») і «Сніг йде 100 років…» ("Видавництво «Аргументи тижня»). На питання: «Автобіографія це?» Малежик відповів так: «Швидше це біографія хлопців і дівчат мого покоління. І ті читачі, чия молодість припала на другу половину другої половини XX століття, я думаю, погодяться зі мною, дізнавшись себе в героях моїх оповідань…». У книзі також опубліковані вірші В. Малежика, написані ним у різні роки.
17 лютого 2017 року відбувся ювілейний концерт В. Малежика у Великому Кремлівському палаці. У цьому концерті брали участь Сергій Трофимов, Альона Апіна, ВІА «Ялла», ВІА «Самоцвіти». Влітку того ж року телеверсія концерту була показана по Першому каналу.
У червні 2017 року переніс інсульт. За словами самого Малежика, він «в одну мить розучився співати, грати на гітарі і ходити». Під час курсу реабілітації втрачені здібності поступово відновилися, Малежик і далі записувався й виступав.
Артист випустив понад 30 альбомів. Найбільш відомі пісні — «Двісті років», «Попутниця», «Мозаїка», «Туман у грудні», «Подарунок», «Острова», «Провінціалка». Пісню «Ванятка» Малежик присвятив своєму молодшому синові.

## Родина
- Дружина — Тетяна Олексіївна Малежик (нар. 18 грудня 1954) — колишня актриса відмовилася від кар'єри заради сім'ї, з Донецька, у шлюбі з 1977 року
  - Син — Микита Малежик (нар. 1977), закінчив екологічний факультет Університету Дружби народів. Має також економічну освіту.
  - невістка Ольга
    - онука Ліза (нар.2003)
    - онука Катя (нар.2009)

  - Син — Іван Малежик (нар. 1990), навчається на факультеті продюсерства і економіки, на кафедрі продюсерського майстерності у ВДІКу, став музикантом, колишній фронтмен групи Weloveyouwinona[9][10][11].

## Фільмографія
| Рік  |   | Назва                | Роль                          |
| ---- | - | -------------------- | ----------------------------- |
| 2013 | с | Вона не могла інакше | камео                         |
| 2015 | с | Гонитва за минулим   | Марюс Оскарович, кардіохірург |

## Дискографія
магнітоальбоми:
- 1985 — Саквояж
- 1985 — Ностальгія
- 1985 — Чорний ринок
- 1986 — Меню кафе «Саквояж»
- 1987 — Верблюд
- 1989 — Стоп-кадр
- 1993 — «Саквояж» Альбом 1 («Союз»)
- 1993 — «Саквояж» Альбом 2 («Союз»)

вінілові платівки:
- 1987 — Кафе «Саквояж» (LP)
- 1988 — Верблюд (LP)
- 1989 — Вулички-провулочки… (LP)
- 1990 — Друля в маринаді (SP)
- 1991 — Стоп-кадр (LP)

альбоми:
- 1993 — Туман в декабре
- 1994 — Мадам
- 1995 — Любимые песни нашей компании
- 1995 — Ночь, ты и я
- 1995 — Право на риск
- 1996 — Двести лет
- 1997 — В новом свете
- 1997 — Коллекция лучших песен
- 1998 — Песни под гитару
- 2000 — Квартал 32-33
- 2001 — Имена на все времена
- 2001 — Мозаика
- 2002 — Антология Ненавязчивых Наблюдений Артиста
- 2002 — …Лучшее
- 2003 — Яблоки падают
- 2003 — Grand Collection
- 2003 — Вечерняя коллекция
- 2004 — Домашняя работа
- 2004 — Варшавский Вечер
- 2004 — Иван нам ба ван
- 2005 — Вальс при свечах
- 2005 — Я заблудился в тебе
- 2005 — Варшавский вечер (Мінусовки)
- 2007 — Мосты
- 2007 — Кафе «Саквояж» (цифрова реставрація)
- 2007 — Музей воспоминаний
- 2007 — Любовь-река
- 2007 — На память
- 2007 — На одном дыхании (разом з Ігорем Воронцовим)
- 2008 — Здравствуй
- 2008 — Концерт для своих (интернет-издание)
- 2009 — Французский роман
- 2010 — Чудо-Птица
- 2011 — Вечер встречи (частина 1)
- 2011 — Вечер встречи (частина 2)
- 2012 — Вечер встречи (частина 3)
- 2012 — Grand Collection
- 2013 — Попутчица (пісні на вірші Ю. Ремесника)
- 2014 — Любимые песни наших родителей (Інтернет-видання)
- 2014 — ВИА «Малежик»
- 2014 — Ночь в Сан-Франциско (Інтернет-видання)
- 2014 — «Полезные ископаемые» (група «Мозаика», запис 1972 року) (Інтернет-видання)
- 2015 — Над Питером (Інтернет-видання)
- 2015 — «Навсегда» (група «Мозаика») (Інтернет-видання)
- 2016 — «Люди встречаются» (група «Люди встречаются»)
- 2018 — «Альбом»

## Відомі пісні
- «Попутниця»
- «Провінціалка»
- «Мозаїка»
- «200 років»[12]
- «Мадам»
- «Ліліпутік»
- «Любіть казки»
- «Нещодавно і давно»
- «Любов-ріка»
- «Туман в грудні»
- «Поверніть мені літо» (дует з Катею Семеновою)
- «Подарунок»
- «Ворожіння»
- «Острова»
- «Ти мені подобаєшся»
- «У тебе сьогодні весілля»
- «Замолоду»
- «Дорога»

## Пісні Малежика у виконанні інших артистів
- «Картина любові» (слова Миколи Денисова), виконують Павло Сміян і Наталія Ветлицька
- «Удача» (слова Павла Хмари), виконує Микола Караченцов
- «Ланцюги любові» (слова В'ячеслава Малежика), виконує Микола Караченцов
- «Вересень» (слова Сергія Тягаючи), виконує Микола Караченцов
- «Я вірю!» (слова Михайла Таніча), виконує Микола Караченцов
- «Поліна» (слова Юрія Ремесника), виконує Ярослав Євдокимов
- «Загляньте на Гаїті» («Порт-о-Пренс») (слова Михайла Таніча), виконує Валерій Леонтьєв
- «Сопілочка» (слова Анни Ахматової), виконує Варвара
- «Очеретяний рай» (слова А. Кудрявцева), виконує Євген Фионов
- «Я вас люблю» (слова А. Смогула), виконує Євген Фионов
- «Зима, зима» (слова В'ячеслава Малежика), виконує Слава Медяник
- «Ти мені подобаєшся», виконує Юліан
- «Без тебе», виконує Юліан